# Råbjerg Plantage
Råbjerg Plantage er et område i Frederikshavn Kommune, bestående af hede og klitter. Plantagen består af to dele med et samlet areal på cirka 100 hektar. Der vokser blandt andet gran, ædelgran og bjergfyr og området består af både heder, søer, enge og moser. Plantagen besøges af ca. 7000 mennersker om året. Den udgør den sydlige del af naturfredningen Råbjerg Mile, og ligger sydvest for Bunken Klitplantage.